# Robert od Genta
Robert od Genta (o. 1085. – nakon 1154.) bio je lord kancelar Engleske i dekan Yorka. Najvjerojatnije je bio jedan od sinova Gilberta od Genta, koji je spomenut u Knjizi Sudnjeg dana. Gilbert je bio iz Flandrije te je došao u Englesku 1069. Gilbert, koji je umro oko 1095., bio je oženjen Alisom, kćerju Huga od Montforta. Ako je Robert bio Gilbertov sin, vjerojatno je bio mlađe dijete, možda najmlađi od četvorice braće. Robert je vjerojatno bio stric Gilberta od Genta, grofa Lincolna.
Robert je služio kralju Stjepanu kao lord kancelar od proljeća 1140. do jeseni 1154. Prema povjesničaru Richardu Shermanu, Stjepan je postavio Roberta za kancelara jer je time htio zahvaliti Walteru od Genta, možda zato što se Walter borio za njega u bitci 1138. Robert je umro poslije 1154. godine.